# Sainte-Honorine-la-Chardonne
Sainte-Honorine-la-Chardonne település Franciaországban, Orne megyében. Lakosainak száma 681 fő (2022. január 1.). Sainte-Honorine-la-Chardonne Berjou, Saint-Denis-de-Méré, Athis-Val de Rouvre, Cahan, La Lande-Saint-Siméon és Saint-Pierre-du-Regard községekkel határos.

## Népesség
A település népessége az elmúlt években az alábbi módon változott:
| Lakosok száma | 726  | 734  | 757  | 725  | 712  | 698  | 692  | 687  | 681  |
|               | 2013 | 2015 | 2016 | 2017 | 2018 | 2019 | 2020 | 2021 | 2022 |